# Alma Alheia
Alma Alheia é um livro de contos publicado em 1895 por Pedro Rabelo, membro fundador da Academia Brasileira de Letras e membro do grupo de boêmios de Olavo Bilac. Contém oito contos bastante breves, que se inserem no movimento realista, com especial predileção para o tema do adultério (pelo menos três contos tratam dele: Caso de Adultério, Curiosa e Obra Completa). A crítica inicial acusou o autor de copiar o estilo de Machado de Assis (igualmente membro fundador da Academia, ainda que escritor mais velho e experiente), a que o próprio autor de Memórias Póstumas de Brás Cubas objetou em uma de suas crônicas de A Semana (27 de outubro de 1895): 
Tem-se notado antes que seu estilo é imitativo, e cita-se um autor, cuja maneira o jovem contista procura assimilar. Pode ser exato em relação a alguns contos. (...) No verdor dos anos é natural não acertar logo com a feição própria e definitiva, bem como seguir a um e a outro, conforme as simpatias intelectuais e a impressão recente. A feição há de vir, a própria, única e definitiva, porque o sr. Pedro Rabelo é daqueles moços em que se pode confiar.
A previsão de Machado de Assis não realizou, contudo, uma vez que Rabelo morreu jovem, sem ter publicado posteriormente nenhum outro livro de contos.
O próprio autor escreveu uma breve abertura à obra, em que o aponta a existência de uma disparidade de estilo nela, que pretende explicar por suas concepções de arte. O autor menciona na mesma abertura a sua convivência literária no grupo de escritor boêmios, e aponta o problema de determinar o mérito entre os literatos que convivem neste mesmo grupo.

## Os Contos
- Cão!: história de um homem que vê a mãe moribunda. O médico afirma que só Deus poderia salvá-la naquele momento. Profundamente revoltado, o filho destrói todas as imagens religiosas na casa.
- Mana Minduca: História de uma mulher que espera doze anos pelo namorado. Quando ele finalmente chega, nenhum dos dois se reconhece, devido à passagem do tempo, e fingem que o encontro não aconteceu. A mulher continua a esperar o namorado ideal, num desfecho profundamente irônico.
- A barricada: Um doente moribundo usa as suas derradeiras forças para amontar todos os objetos de seu quarto contra a porta, a fim de impedir que sua herdeira queira saquear todos os seus bens.
- Caso de Adultério: um marido começa a trair a esposa com outra. Um amigo intímo do casal, sabendo do fato, e percebendo a infelicidade da jovem esposa traída, vai declarar a ela seu amor. A moça, contudo, fica enojada e profundamente contrafeita. O potencial caso de adultério da esposa não se realiza. Esse conto também tem uma narração profundamente irônica, em especial no caso do marido, que dizia à esposa que precisava ficar até mais tarde no trabalho para fazer relatórios - o narrador se refere à amante como um relatório, em tom bastante sarcástico. Foi considerado o conto com maior influência de Machado de Assis.
- Curiosa: outra história de adultério. Uma mulher recebe uma carta de um antigo namorado, e precisa escondê-la no peito, para que o marido não saiba, enquanto tomam o desjejum. Quando o marido finalmente vai embora e a mulher começa a ler da carta, chegam três conhecidas na casa, que a anfitrião aparentemente detesta. As conversas dessas mulheres sobre casamentos aumentam o sentimento de frustração da jovem com seu próprio matrimônio e sua revolta contra a forma em que a sociedade organiza as relações pessoais. Para satisfazer sua revolta, a jovem decide se entregar de fato ao amante. O conto tem um tom quase feminista, uma vez que retrata a repressão de uma mulher, em especial em relação a casamentos forçados.
- O Jeromo: outra história de namorados desencontrados.
- Genial ator!: Um ator não consegue incorporar um papel que exige arroubos de violência. Consternado com a ausência de aplausos, numa das últimas apresentações, contrata um grupo de homens para aplaudi-lo. O plano dá errado, porém, pois os homens, não sabendo quando ovacionar o ator, batem palmas e fazem algazarra toda a vez em que ele pisa no palco, fazendo com que seja alvo de zombaria e de ridículo. Profundamente irado, o ator consegue, finalmente, incorporar o papel na grande cena final, atraindo a admiração da platéia.
- Obra Completa: um homem preso por ter assassinado o amante da esposa é liberto. Descobre que sua mulher havia entregado a filha do casal para outro lar, em que a menina fora maltradada até à morte. Profundamente revoltado, o homem reencontra a esposa e mata-a sobre o túmulo do amante.